# Новопетрівка (Самарівський район)
Новопетрі́вка — село в Україні, у Магдалинівській селищній громаді Самарівського району Дніпропетровської області. Населення за переписом 2001 року становить 855 осіб.

## Географія
Село Новопетрівка розташоване за 71 км від обласного центру та 58 км від районного центру, за 14 км від селища Магдалинівка, нижче за течією на відстані 0,5 км розташоване село Шевське, за 1,5 км — село Виноградівка. Через село проходить автошлях обласного значення О040410. У селі бере початок Балка Чаплинка. За 23 км від села розташована найближча залізнична станція Бузівка.

## Історія
Село засноване 1927 року.
Під час німецько-радянської війни, на місці сучасної школи, був організований німецький штаб.
За часів радянської влади у Новопетрівці була знаходилася центральна садиба колгоспу «Аврора».
У 2019 році Новопетрівська сільська рада, в ході децентралізації, об'єднана з Магдалинівською селищною громадою.
17 липня 2020 року, в результаті адміністративно-територіальної реформи та ліквідації Магдалинівського району, село увійшло до складу Самарівського району.

## Населення

### Мова
Розподіл населення за рідною мовою за даними перепису 2001 року:
| Мова       | Кількість | Відсоток |
| ---------- | --------- | -------- |
| українська | 788       | 92.16%   |
| російська  | 46        | 5.38%    |
| вірменська | 20        | 2.34%    |
| циганська  | 1         | 0.12%    |
| Усього     | 855       | 100%     |

## Об'єкти соціальної сфери
- Загальноосвітня школа.
- Дитячий дошкільний навчальний заклад.
- Фельдшерсько-акушерський пункт.